# Sunshine Hockey League
 (mars 2025).
Si vous disposez d'ouvrages ou d'articles de référence ou si vous connaissez des sites web de qualité traitant du thème abordé ici, merci de compléter l'article en donnant les références utiles à sa vérifiabilité et en les liant à la section « Notes et références ».
La Sunshine Hockey League (SuHL) est une ancienne ligue mineure professionnelle de hockey sur glace basée en Floride. Elle est inaugurée en 1992 et ferme ses portes en 1996 après avoir été renommée Southern Hockey League à la suite de son expansion hors de la Floride.

## Équipes
- Sun Devils de Daytona Beach (1992-1996) Devenus les Breakers de Daytona Beach en 1996
- Bullets de Jacksonville (1992-1996)
- Ice Warriors de Lakeland (1992-1995)
- Blaze de West Palm Beach (1992-1996) Devenus les Barracudas de West Palm Beach en 1996
- Renegades de St. Petersburg (1992-1993)[1]
- Channel Cats de Huntsville (1995-1996)
- Mammoths de Winston-Salem (1995-1996)
- Prowlers de Lakeland (1995-1996)
- Falcons de Fresno (1995-1996)[2]

## Champions
Sunshine Hockey League
- 1993 : Blaze de West Palm Beach
- 1994 : Blaze de West Palm Beach
- 1995 : Blaze de West Palm Beach

Southern Hockey League
- 1996 : Channel Cats de Huntsville